# Interstate Highways en Alaska
Les Interstate Highways en Alaska sont toutes détenues et entretenues par l'État de l'Alaska. Le Alaska Department of Transportation & Public Facilities (DOT&PF) est responsable de la maintenance et des opérations des Interstate Highways. Le Interstate Highway System en Alaska comprend quatre autoroutes couvrant une distance totale de 1 082,22 miles (1 741,66 km). La plus longue des autoroutes est la Interstate A-1 (A-1), avec 408,23 miles (656,98 km) alors que la plus courte est l'Interstate A-3, avec 148,12 miles (238,38 km). Toutes les Interstates en Alaska sont non-indiquées et ne sont pas généralement référées par leur numéro d'autoroute.
La majeure partie des autoroutes Interstates en Alaska ne sont pas construites selon les standards autoroutiers, mais sont des routes plus petites, rurales et ayant deux voies non-divisées. Certains segments sont toutefois construits selon les standards autoroutiers. La Seward Highway, faisant partie de l'A-3, est construite aux normes autoroutières à Anchorage, de même que la Glenn Highway, faisant partie de l'A-1, entre Anchorage et Wasilla. De même, un court segment de la George Parks Highway, (A-4) est construit aux standards autoroutiers à Wasilla. À et autour de Fairbanks, la Richardson Highway, (A-2) l'est, de même que la Johansen Expressway à Fairbanks et la Minnesota Drive Expressway à Anchorage.

## Routes
| Numéro | Longueur (mi) | Longueur (km) | Terminus sud / ouest    | Terminus nord / est                 | Routes constituantes                                           |
| ------ | ------------- | ------------- | ----------------------- | ----------------------------------- | -------------------------------------------------------------- |
|        | 408,23        | 656,98        | Anchorage               | Frontière canadienne à Alcan Border | Glenn Highway, Richardson Highway, Tok Cut-Off, Alaska Highway |
|        | 202,18        | 325,38        | Tok                     | Fairbanks                           | Alaska Highway, Richardson Highway                             |
|        | 148,12        | 238,38        | Soldotna                | Anchorage                           | Seward Highway, Sterling Highway                               |
|        | 323,69        | 520,93        | Gateway, près de Palmer | Fairbanks                           | Parks Highway                                                  |